# Jaromír Kročák
Jaromír Kročák (20. února 1958 Tábor – 25. května 2025) byl český architekt, pedagog na Fakultě architektury ČVUT a držitel titulu Architekt obci.

## Životopis
Narodil se 20. února roku 1958 v jihočeském městě Tábor, ale žil v nedalekém městě Soběslav. Vystudoval Fakultu architektury ČVUT v Praze. V roce 1993 založil vlastní Ateliér Kročák, který navrhoval desítky staveb v Jihočeském kraji a v rodné Soběslavi.

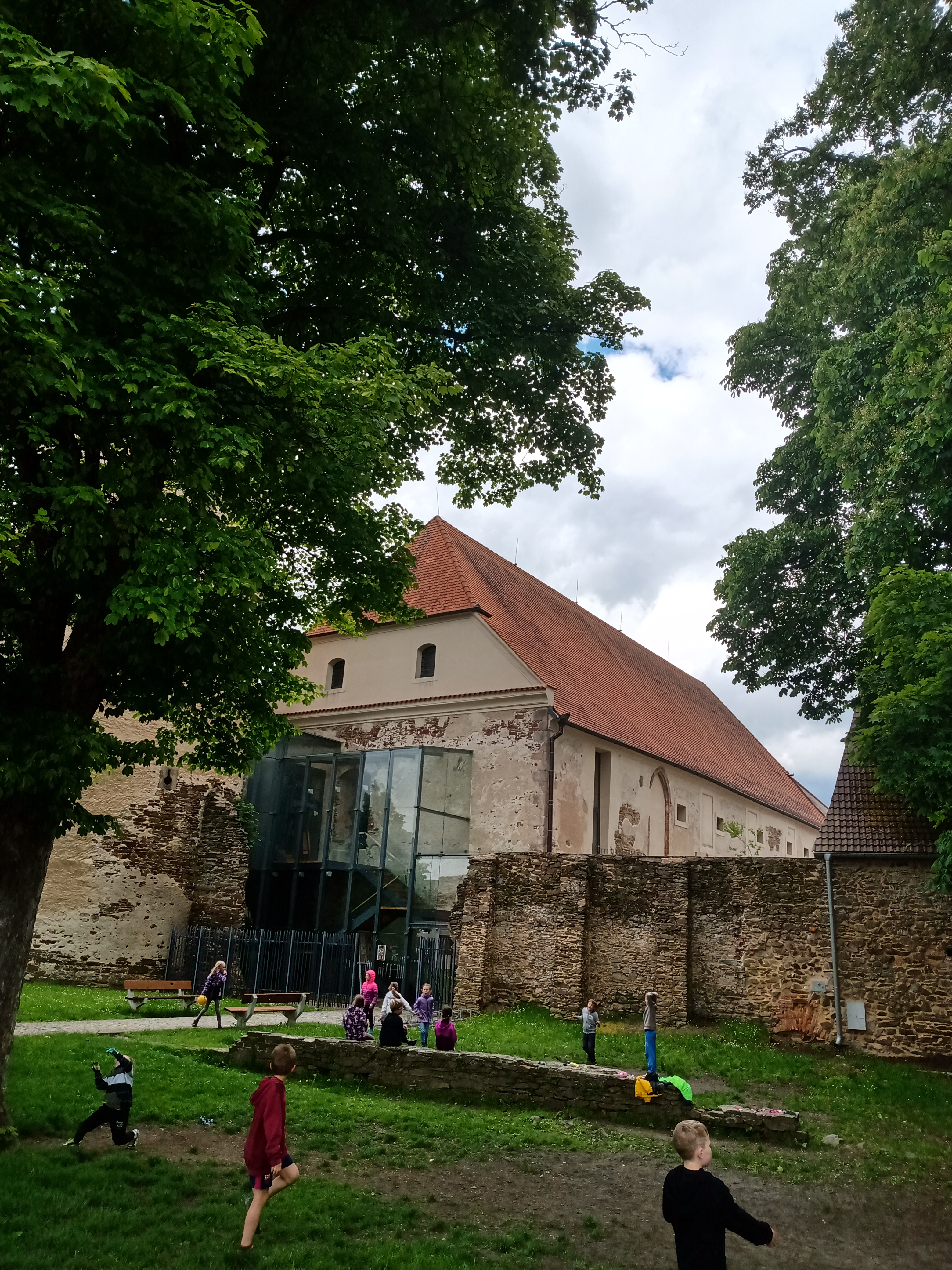
Hrad – skleněná vestavěná knihovna

Od začátku druhého tisíciletí začal spolupracovat s rodnou Soběslaví, ve které projektoval několik místních staveb. Tou nejznámější je předělání středověkého hradu Hláska na skleněnou knihovnu. Dále například projektoval Starou soběslavskou radnici a Společenské centrum Soběslavska.
V roce 2013 navrhl nový kampus Jihočeské univerzity v Českých Budějovicích. V roce 2020 mu bylo uděleno ocenění Architekt obci za dlouholetou spolupráci se Soběslaví. Cenu uděluje Ministerstvo pro místní rozvoj a Ministerstvo pro místní rozvoj České republiky.

### Ocenění
- 2011 – Cena Grand Prix za rekonstrukci středověkého hradu v Soběslavi s vestavbou městské knihovny v celoskleněném kontejneru
- 2012 – Cena v soutěži Best of reality 2012
- 2012 – nominace na Cenu Stavba roku za projekt a realizaci celkové přestavby hotelu Gomel na Clarion Congress hotel v Českých Budějovicích[10]
- 2020 – Architekt obcí za spolupráci s městem Soběslav
- v dubnu 2024 mu bylo uděleno čestné občanství města Soběslavi.[11]

Jaromír Kročák zemřel 25. května 2025 ve věku 67 let.